# Thagria samuelsoni
Thagria samuelsoni är en insektsart som beskrevs av Nielson 1980. Thagria samuelsoni ingår i släktet Thagria och familjen dvärgstritar. Inga underarter finns listade i Catalogue of Life.